# Propionsäure-sec-butylester
Propionsäure-sec-butylester ist eine chemische Verbindung aus der Gruppe der Carbonsäureester.

## Gewinnung und Darstellung
Propionsäure-sec-butylester kann durch Reaktion von Ethen mit Kohlenmonoxid, dem entsprechenden Alkohol und einem Katalysator gewonnen werden.

## Eigenschaften
Propionsäure-sec-butylester ist eine farblose Flüssigkeit mit apfelähnlichem Geruch, die schwer löslich in Wasser ist.

## Sicherheitshinweise
Die Dämpfe von Propionsäure-sec-butylester können mit Luft ein explosionsfähiges Gemisch (Flammpunkt <55 °C, Zündtemperatur >300 °C) bilden.